# Chrétien Verleye
Chrétien Verleye (Varsenare, 22 december 1758 - 19 februari 1831) was burgemeester van de Belgische gemeente Varsenare.

## Levensloop
Chrétien of Christian Verleye was de jongste zoon van Willem Verleye en Petronilla Raes (of Baert). Hij trouwde met de vroedvrouw Maria Nyaert uit Zandvoorde († 12 oktober 1831). Het gezin bleef kinderloos.
Verleye baatte het landbouwbedrijf Ter Hauwe uit. Het ging om een uitgestrekt landgoed, waarvan de naam verwees naar de eerste bekende eigenaars, het geslacht van der Hauewe (1310). Verleye werd in de Franse tijd gemeenteraadslid en adjoint au maire onder Liévin Anthierens.
Bij de dood van Anthierens in 1813 werd hij tot burgemeester benoemd. Zijn gemeenteraad bestond uit de landbouwers Pieter Vandenbussche, Sebastiaan Strubbe, Johannes Demonie, Philippe Beernaert, Maurits Van Maele en herbergier Pieter Vandewiele.
Bij de verkiezingen van 15 november 1830 werd Verleye (toen 72), samen met zijn gemeenteraad (op één uitzondering na) weggestemd. Op 17 november droeg hij de sleutels, meubels en archieven van de gemeente over aan zijn opvolger, Anselme van Caloen de Basseghem. Drie maanden later was hij dood.